# Kasaan
Kasaan is een plaats (city) in de Amerikaanse staat Alaska, en valt bestuurlijk gezien onder Prince of Wales-Outer Ketchikan Census Area.

## Demografie
Bij de volkstelling in 2000 werd het aantal inwoners vastgesteld op 39.
In 2006 is het aantal inwoners door het United States Census Bureau geschat op 35, een daling van 4 (-10.3%).

## Geografie
Volgens het United States Census Bureau beslaat de plaats een oppervlakte van 16,2 km², waarvan 13,8 km² land en 2,4 km² water.
De plaats ligt aan de Kasaan Bay op het Prins van Waleseiland.

## Plaatsen in de nabije omgeving
De onderstaande figuur toont nabijgelegen plaatsen in een straal van 48 km rond Kasaan.